# USS New York (BB-34)
O USS New York foi um couraçado operado pela Marinha dos Estados Unidos e a primeira embarcação da Classe New York, seguido pelo USS Texas. Sua construção começou em setembro de 1911 no Estaleiro Naval de Nova Iorque e foi lançado ao mar em outubro do ano seguinte, sendo comissionado em maio de 1914. Era armado com uma bateria principal composta por dez canhões de 356 milímetros montados em cinco torres de artilharia duplas, tinha um deslocamento carregado de mais de trinta mil toneladas e conseguia alcançar uma velocidade de 21 nós.
O New York operou na Costa Leste em seus primeiros anos de carreira. Os Estados Unidos entraram na Primeira Guerra Mundial em 1917 e o navio foi enviado para reforçar a Grande Frota britânica, mas nunca entrou em combate. O New York mesmo assim talvez tenha abalroado acidentalmente um u-boot alemão em outubro de 1918 enquanto navegava pelas Órcades. O navio teve uma carreira tranquila no período entreguerras que envolveu principalmente exercícios de treinamento de rotina com o resto da frota. Ele passou por uma grande modernização entre 1925 e 1926.
Os Estados Unidos entraram na Segunda Guerra Mundial em 1941 e o New York inicialmente escoltou comboios pelo Oceano Atlântico. Foi então usado em bombardeios litorâneos durante a invasão do Norte da África em 1942, sendo em seguida transformado em um navio-escola. Voltou à ativa no final de 1944 e desempenhou as mesmas funções de bombardeio nas batalhas de Iwo Jima e Okinawa em 1945. Depois da guerra foi usado como navio alvo nos testes nucleares da Operação Crossroads, sobrevivendo e sendo afundado como alvo de tiro em julho de 1948.